# Ancistrus bodenhameri
Ancistrus bodenhameri es una especie de peces de la familia Loricariidae en el orden de los Siluriformes.

## Morfología
• Los machos pueden llegar alcanzar los 11,4 cm de longitud total.

## Hábitat
Es un pez de agua dulce.

## Distribución geográfica
Se encuentran en Sudamérica: afluentes del lago Maracaibo (Venezuela ).